# 1406
Năm 1406 là một năm trong lịch Julius.

## Sự kiện
- 30 tháng 11 - Đức Giáo hoàng Gregory XII kế vị Đức Giáo hoàng Innocent VII làm giáo hoàng thứ 205.
- 25 tháng 12 - John II làm Vua của Castile.
- Việc xây dựng Tử Cấm Thành bắt đầu tại Bắc Kinh trong khi thời nhà Minh
- Richard Whittington trở thành Thị trưởng London.
- Eric của Pomerania kết hôn cùng Philippa, con gái của Henry IV của Anh.
- James I là vua Scotland, sau khi bị bắt bởi Henry IV của Anh.
- Richard, Earl of Cambridge, kết hôn Anne Mortimer.
- Pisa bị chinh phục bởi Florence